# Bipassalozetes striatus
Bipassalozetes striatus är en kvalsterart som först beskrevs av Mihelcic 1955.  Bipassalozetes striatus ingår i släktet Bipassalozetes och familjen Passalozetidae. Inga underarter finns listade.